# Oceanitidae
Famille
Les Oceanitidae sont une famille d'oiseaux de mer qui comprend neuf espèces vivantes d'océanites, nom donné par les naturalistes en référence aux Océanides. Ils sont parfois appelés pétrels mais ce nom est aujourd'hui plutôt réservé aux espèces du genre Pterodroma et quelques genres apparentés).

## Systématique
Suivant plusieurs études, notamment de Penhallurick & Wink (2004) et Hackett et al. (2008), qui démontrent que les Hydrobatidae et les Oceanitidae ne sont pas des taxons frères, le Congrès ornithologique international, dans sa classification de référence version 5.1 (2015), sépare les genres Oceanites, Garrodia, Pelagodroma, Fregetta et Nesofregetta (soit un total de neuf espèces) de la famille des Hydrobatidae et les place dans une nouvelle famille, celle des Oceanitidae. La redécouverte de l'Océanite de Nouvelle-Calédonie (Fregatta lineata), permet d'ajouter une dixième espèce lors de la mise à jour 12.2 de la classification de référence de l'Union internationale des ornithologues.

### Liste des espèces
D'après la classification de référence (version 14.1, 2024) de l'Union internationale des ornithologues, il y a 10 espèces d'Oceanitidae :
- Oceanites oceanicus (Kuhl, 1820 – Océanite de Wilson ;
- Oceanites gracilis (Elliot, DG, 1859) – Océanite d'Elliot ;
- Oceanites pincoyae Harrisson et al., 2013[5] – Océanite pincoya ;
- Garrodia nereis (Gould, 1841) – Océanite néréide ;
- Pelagodroma marina (Latham, 1790) – Océanite frégate ;
- Fregetta grallaria (Vieillot, 1818) – Océanite à ventre blanc ;
- Fregetta tropica (Gould, 1844) – Océanite à ventre noir ;
- Fregetta lineata (Peale, 1848) – Océanite de Nouvelle-Calédonie ;
- Fregetta maoriana (Matthews, 1932) – Océanite maori ;
- Nesofregetta fuliginosa (Gmelin, JF, 1789) – Océanite à gorge blanche.